# Sydlige føderale distrikt
Sydlige føderale distrikt (russisk: Ю́жный федера́льный о́круг) er et af de ni føderale distrikter i Rusland. Området ligger hovedsageligt på den Pontisk-kaspiske slette. Det Sydlige føderale distrikt blev oprindeligt kaldt Nordkaukasus' føderale Distrikt, da det blev grundlagt i maj 2000, men blev kort efter omdøbt af politiske grunde. Den 19. januar 2010 blev det Sydlige føderale distrikt delt i to, og de tidligere sydlige områder dannede et nyt Nordkaukasisk føderalt distrikt.
Dets befolkning var 16.319.253 (62,4% i byerne) i henhold til 2010 folketælling, distriktets areal er 447.821 km².
Den nuværende leder af distriktet er Vladimir Ustinov, tidligere justitsminister i Rusland.

## Føderale enheder
| # | Flag | Føderal enhed         | Areal i km2 | Indbyggere | Hovedstad/administrativt center | Kort over Sydlige føderale distrikt |
| - | ---- | --------------------- | ----------- | ---------- | ------------------------------- | ----------------------------------- |
| 1 |      | Republikken Adygeja   | 7.800       | 447.109    | Majkop                          |                                     |
| 2 |      | Astrakhan oblast      | 49.000      | 1.005.276  | Astrakhan                       |                                     |
| 3 |      | Volgograd oblast      | 112.900     | 2.699.223  | Volgograd                       |                                     |
| 4 |      | Republikken Kalmykija | 74.700      | 292.410    | Elista                          |                                     |
| 5 |      | Krasnodar kraj        | 75.500      | 5.125.221  | Krasnodar                       |                                     |
| 6 |      | Republikken Krim      | 26,100      | 1,966,801  | Simferopol                      |                                     |
| 7 |      | Rostov oblast         | 101.000     | 4.404.013  | Rostov ved Don                  |                                     |
| 8 |      | Sevastopol            | 900         | 379,200    | Sevastopol                      |                                     |

Noter:
1. 1 2  Ruslands anektering i 2014 Stemte om optagelse i Den Russiske Føderation i 2014; anerkendt som en del af Ukraine af det meste af det internationale samfund.